# Жалеш
Жале́ш (фр. и окс. Jalesches) — коммуна во Франции, находится в регионе Лимузен. Департамент коммуны — Крёз. Входит в состав кантона Шатлю-Мальвале. Округ коммуны — Гере.
Код INSEE коммуны — 23098.

## Население
Население коммуны на 2010 год составляло 81 человек.
| 1962 | 1968 | 1975 | 1982 | 1990 | 1999 | 2010 |
| ---- | ---- | ---- | ---- | ---- | ---- | ---- |
| 173  | 161  | 142  | 118  | 100  | 77   | 81   |

## Экономика
В 2010 году среди 46 человек трудоспособного возраста (15—64 лет) 29 были экономически активными, 17 — неактивными (показатель активности — 63,0 %, в 1999 году было 76,3 %). Из 29 активных жителей работали 24 человека (16 мужчины и 8 женщин), безработных было 5 (2 мужчин и 3 женщины). Среди 17 неактивных 2 человека были учениками или студентами, 8 — пенсионерами, 7 были неактивными по другим причинам.